# Małgorzata Hołub-Kowalik
Małgorzata Natalia Hołub-Kowalik (ur. 30 października 1992 w Koszalinie) – polska lekkoatletka, sprinterka,  działaczka sportowa i samorządowa, dziennikarka TVP Sport. Mistrzyni olimpijska z 2020 w sztafecie mieszanej 4 × 400 metrów, wicemistrzyni olimpijska w sztafecie 4 × 400 metrów. Wicemistrzyni świata w sztafecie 4 × 400 metrów z 2019 r. Mistrzyni Europy w sztafecie 4 x 400 metrów z 2018 r. Żołnierz rezerwy Wojska Polskiego. Członkini zarządu Polskiego Związku Lekkiej Atletyki. Członkini  Rady Nadzorczej  Miejskiego Zakładu Komunikacji w Koszalinie.

## Kariera
W 2011 roku zdobyła srebrny medal mistrzostw Europy juniorów w sztafecie 4 × 400 metrów. Na tym samym dystansie została w 2013 młodzieżową mistrzynią Europy. Piąta zawodniczka biegu na 400 metrów podczas mistrzostw Europy w Zurychu (2014). W marcu 2015 podczas halowych mistrzostw Europy w Pradze zdobyła brązowy medal w sztafecie 4 × 400 metrów. Złota (w sztafecie 4 × 400 metrów) i srebrna (w biegu na 400 metrów) medalistka uniwersjady (2015). W marcu 2016 weszła w skład polskiej sztafety 4 × 400, która zdobyła srebrny medal halowych mistrzostw świata w Portland. Piąta zawodniczka mistrzostw Europy w 2016 w biegu na 400 metrów, a także szósta zawodniczka biegu na 400 metrów oraz złota medalistka w sztafecie 4 × 400 metrów na halowych mistrzostwach Europy w Belgradzie (2017). W tym samym roku wraz z koleżankami z reprezentacji wywalczyła srebrny medal IAAF World Relays oraz brązowy medal mistrzostw świata w Londynie. 
Złota (2014, 2018) i srebrna (2013, 2016 oraz 2017) medalistka mistrzostw kraju na stadionie, czterokrotna halowa wicemistrzyni kraju (2014, 2015, 2016, 2017) i 2020. Medalistka mistrzostw kraju w juniorskich kategoriach wiekowych.

## Działalność polityczno-samorządowa, sportowa i służba wojskowa
W wyborach samorządowych w 2014 roku bezskutecznie kandydowała do Rady Miasta Koszalina z listy Platformy Obywatelskiej, mandat objęła jednak w trakcie kadencji, w miejsce Przemysława Krzyżanowskiego powołanego na zastępcę prezydenta Koszalina. W wyborach samorządowych 2024 roku wystartowała z pierwszego miejsca na liście Koalicji Obywatelskiej w okręgu nr 4 do Sejmiku Województwa Zachodniopomorskiego. W wyborach zdobyła 24 468 głosów i uzyskała mandat radnej. 
W 2018 rozpoczęła służbę w 36 dywizjonie rakietowym Obrony Powietrznej.
Zajęła 7. miejsce w Plebiscycie Przeglądu Sportowego (sztafeta mieszana 4x400 metrów).
23 sierpnia 2024 roku, za pośrednictwem portalu społecznościowego  Facebook, poinformowała opinię publiczną o zakończeniu kariery sportowej, która łącznie, trwała ponad 20 lat. 30 listopada 2024 roku weszła w skład nowo wybranego zarządu Polskiego Związku Lekkiej Atletyki.
Z dniem 31 stycznia 2025 roku, wspólnie z Anną Kiełbasińską i Joanną Linkiewicz, zakończyła zawodową służbę wojskową w Centralnym Wojskowym Zespole Sportowym. 
Wszystkie trzy zawodniczki - w stopniu st.szer.spec. - zostały przeniesione do rezerwy kadrowej WP.

## Życie prywatne
Absolwentka II Liceum Ogólnokształcącego im. Wł. Broniewskiego w Koszalinie. 9 września 2017 wyszła za mąż za radnego miasta Koszalina Jakuba Kowalika. 22 czerwca 2022 ukończyła studia magisterskie z zakresu bezpieczeństwa wewnętrznego na Wydziale Prawa i Administracji Uniwersytetu Marii Curie-Skłodowskiej w Lublinie. 24 sierpnia 2023 poinformowała, że urodziła córkę - Blankę Kowalik.

## Osiągnięcia
| Rok  | Impreza                                 | Miejsce        | Konkurencja                   | Lokata     | Wynik           |
| ---- | --------------------------------------- | -------------- | ----------------------------- | ---------- | --------------- |
| 2010 | Mistrzostwa świata juniorów             | Moncton        | sztafeta 4 × 400 m            | 8. miejsce | 3:42,70         |
| 2011 | Mistrzostwa Europy juniorów             | Tallinn        | sztafeta 4 × 400 m            | 2. miejsce | 3:35,35         |
| 2013 | Superliga drużynowych mistrzostw Europy | Gateshead      | sztafeta 4 × 400 m            | 5. miejsce | 3:31,35         |
| 2013 | Młodzieżowe mistrzostwa Europy          | Tampere        | bieg na 400 m                 | 4. miejsce | 52,28           |
| 2013 | Młodzieżowe mistrzostwa Europy          | Tampere        | sztafeta 4 × 400 m            | 1. miejsce | 3:29,74         |
| 2013 | Mistrzostwa świata                      | Moskwa         | sztafeta 4 × 400 m            | eliminacje | 3:29,75         |
| 2014 | Halowe mistrzostwa świata               | Sopot          | bieg na 400 m                 | eliminacje | 53,07           |
| 2014 | Halowe mistrzostwa świata               | Sopot          | sztafeta 4 × 400 m            | 4. miejsce | 3:29,89         |
| 2014 | IAAF World Relays                       | Nassau         | sztafeta 4 × 400 m            | 5. miejsce | 3:27,37         |
| 2014 | Mistrzostwa Europy                      | Zurych         | bieg na 400 m                 | 5. miejsce | 51,84           |
| 2014 | Mistrzostwa Europy                      | Zurych         | sztafeta 4 × 400 m            | 5. miejsce | 3:25,73         |
| 2015 | Halowe mistrzostwa Europy               | Praga          | bieg na 400 m                 | eliminacje | 53,31           |
| 2015 | Halowe mistrzostwa Europy               | Praga          | sztafeta 4 × 400 m            | 3. miejsce | 3:31,90         |
| 2015 | IAAF World Relays                       | Nassau         | sztafeta 4 × 400 m            | 5. miejsce | 3:29,30         |
| 2015 | Superliga drużynowych mistrzostw Europy | Czeboksary     | sztafeta 4 × 400 m            | 7. miejsce | 3:30,18         |
| 2015 | Uniwersjada                             | Gwangju        | bieg na 400 m                 | 2. miejsce | 51,93           |
| 2015 | Uniwersjada                             | Gwangju        | sztafeta 4 × 400 m            | 1. miejsce | 3:31,98         |
| 2015 | Mistrzostwa świata                      | Pekin          | bieg na 400 m                 | eliminacje | 51,74           |
| 2015 | Mistrzostwa świata                      | Pekin          | sztafeta 4 × 400 m            | eliminacje | 3:32,83         |
| 2016 | Halowe mistrzostwa świata               | Portland       | bieg na 400 m                 | półfinał   | 52,73           |
| 2016 | Halowe mistrzostwa świata               | Portland       | sztafeta 4 × 400 m            | 2. miejsce | 3:31,15         |
| 2016 | Mistrzostwa Europy                      | Amsterdam      | bieg na 400 m                 | 5. miejsce | 51,89           |
| 2016 | Mistrzostwa Europy                      | Amsterdam      | sztafeta 4 × 400 m            | 4. miejsce | 3:27,60         |
| 2016 | Igrzyska olimpijskie                    | Rio de Janeiro | bieg na 400 m                 | półfinał   | 51,93           |
| 2016 | Igrzyska olimpijskie                    | Rio de Janeiro | sztafeta 4 × 400 m            | 7. miejsce | 3:27,28         |
| 2017 | Halowe mistrzostwa Europy               | Belgrad        | bieg na 400 m                 | 6. miejsce | 54,29           |
| 2017 | Halowe mistrzostwa Europy               | Belgrad        | sztafeta 4 × 400 m            | 1. miejsce | 3:29,94         |
| 2017 | IAAF World Relays                       | Nassau         | sztafeta 4 × 400 m            | 2. miejsce | 3:28,28         |
| 2017 | Mistrzostwa świata                      | Londyn         | bieg na 400 m                 | eliminacje | 52,26           |
| 2017 | Mistrzostwa świata                      | Londyn         | sztafeta 4 × 400 m            | 3. miejsce | 3:25,41         |
| 2017 | Uniwersjada                             | Tajpej         | bieg na 400 m                 | 1. miejsce | 51,76           |
| 2017 | Uniwersjada                             | Tajpej         | sztafeta 4 × 400 m            | 1. miejsce | 3:26,75         |
| 2018 | Halowe mistrzostwa świata               | Birmingham     | sztafeta 4 × 400 m            | 2. miejsce | 3:26,09         |
| 2018 | Mistrzostwa Europy                      | Berlin         | bieg na 400 m                 | półfinał   | 51,74           |
| 2018 | Mistrzostwa Europy                      | Berlin         | sztafeta 4 × 400 m            | 1. miejsce | 3:26,59         |
| 2019 | Halowe mistrzostwa Europy               | Glasgow        | sztafeta 4 × 400 m            | 1. miejsce | 3:28,77         |
| 2019 | IAAF World Relays                       | Jokohama       | sztafeta 4 x 400 m            | 1. miejsce | 3:27,49         |
| 2019 | IAAF World Relays                       | Jokohama       | sztafeta mieszana (4 × 400 m) | 5. miejsce | 3:20,65 (elim.) |
| 2019 | Superliga drużynowych mistrzostw Europy | Bydgoszcz      | sztafeta 4 × 400 m            | 1. miejsce | 3:24,81         |
| 2019 | Mistrzostwa świata                      | Doha           | sztafeta 4 × 400 m            | 2. miejsce | 3:21,89         |
| 2019 | Mistrzostwa świata                      | Doha           | sztafeta mieszana (4 × 400 m) | 5. miejsce | 3:12,33 (elim.) |
| 2019 | Światowe wojskowe igrzyska sportowe     | Wuhan          | bieg na 400 m                 | 4. miejsce | 52,42           |
| 2019 | Światowe wojskowe igrzyska sportowe     | Wuhan          | sztafeta 4 × 400 m            | 1. miejsce | 3:27,84         |
| 2021 | Halowe mistrzostwa Europy               | Toruń          | sztafeta 4 × 400 m            | 3. miejsce | 3:29,94         |
| 2021 | World Athletics Relays                  | Chorzów        | sztafeta 4 x 400 metrów       | 2. miejsce | 3:28,81         |
| 2021 | Igrzyska olimpijskie                    | Tokio          | sztafeta mieszana 4 × 400 m   | 1. miejsce | 3:09,87 (elim.) |
| 2021 | Igrzyska olimpijskie                    | Tokio          | sztafeta 4 × 400 m            | 2. miejsce | 3:20,53         |
| 2022 | Mistrzostwa świata                      | Eugene         | sztafeta 4 × 400 m            | eliminacje | 3:29,34         |
| 2022 | Mistrzostwa Europy                      | Monachium      | sztafeta 4 × 400 m            | 2. miejsce | 3:21,68 (elim.) |

## Rekordy życiowe
- Bieg na 400 metrów (stadion) – 51,18 (2018)
- Bieg na 400 metrów (hala) – 52,57 (2018)

## Odznaczenia
- Krzyż Oficerski Orderu Odrodzenia Polski (2021)[28][29].
- Medal 100-lecia Odzyskania Niepodległości – 2019[30]